# Aurelio F. Vaca
Aurelio F. Vaca fue un político peruano. 
Fue elegido diputado por la provincia de Paucartambo en 1892. Su mandato se vio interrumpido por la Guerra civil de 1894. 